# NGC 4631
NGC 4631（Caldwell 32）は、りょうけん座にある真横を向いた棒渦巻銀河である。この銀河の若干歪んだくさび状の形により、ニシンやクジラの形に見える。近隣にあり地球に対して真横を向いていることから、銀河面の外側でガスや恒星がどのように分布しているのかを観察するのに適している。

## スターバーストと強烈な風

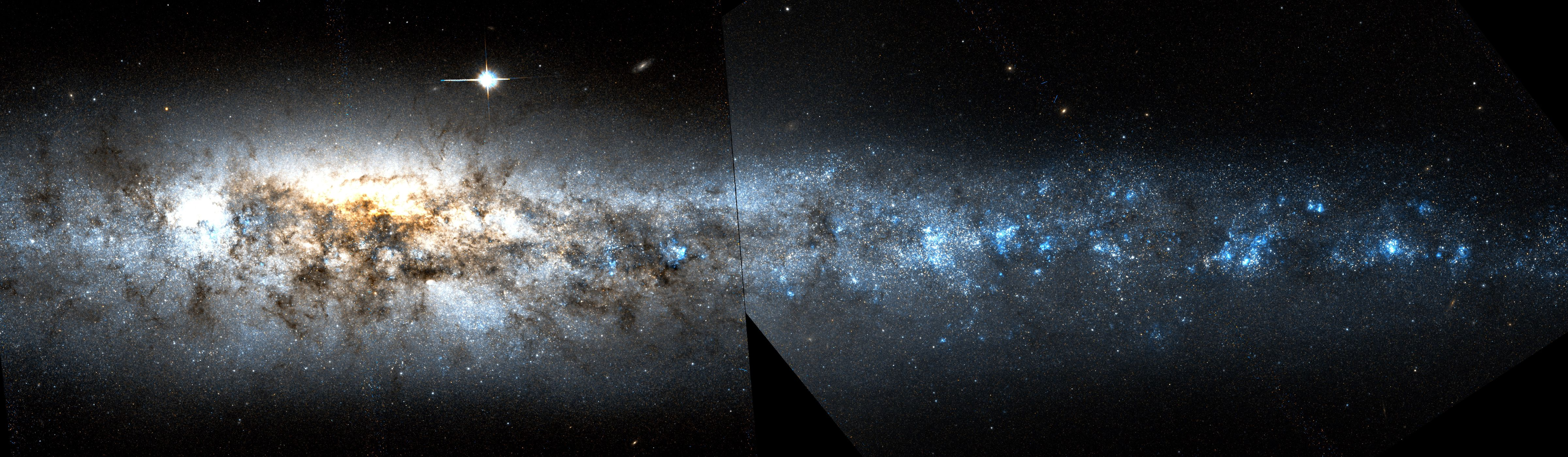
NGC 4631のハッブル宇宙望遠鏡画像
Credit: NASA/STScI/WikiSky

NGC 4631の中心では、強烈な星形成であるスターバーストが発生している。盛んな星形成は、イオン化された水素や生まれた恒星によって熱せられた宇宙塵からの放出が証拠となる。この領域で形成された最も質量の大きな恒星は水素のみを燃焼して短い生涯を終え、その後は超新星として爆発する。そのため、NGC 4631の中心では多くの超新星が発生しており、銀河面の外側にガスを吹き飛ばしている。強烈な風は、X線やスペクトル線によって観測される。強烈な風で運ばれるガスは、銀河全体の周りに巨大で希薄なコロナを形成する。

## 近隣の銀河や銀河団

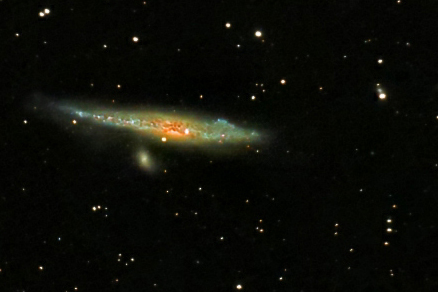
可視光で観測したNGC 4631　Credit: Scott Anttila.

NGC 4631の近隣には、伴銀河の矮小楕円銀河NGC 4627がある。NGC 4627とNGC 4631は、「二重銀河」としてアープ・アトラスに収録されている。
NGC 4627とNGC 4631は、相互作用銀河のNGC 4656及びNGC 4657も含むNGC 4631銀河団に属している。しかし、この銀河やその他の銀河は、比較的混み合った領域に存在しているため、銀河団を正確に同定するのは難しく、この銀河団を構成する銀河は、5個から27個と研究によって全く異なった値が推定されている。